# 基洛夫斯科耶 (頓涅茨克州)
基洛夫斯科耶（羅馬化：Kirovskoye），乌克兰当局称赫雷斯蒂夫卡（羅馬化：Khrestivka），法理上是乌克兰東部顿涅茨克州霍尔利夫卡区赫雷斯蒂夫卡市镇的城市及行政中心，事实上为俄罗斯頓涅茨克人民共和國沙赫喬爾斯克區所辖的城市。該市距離首府頓涅茨克80公里，始建於1888年，面積7.25平方公里，海拔高度247米，2022年人口数量为27,370人。

## 城市名称
1956年9月14日，该市被命名为“基洛夫斯科耶”，以纪念苏联早期领导人谢尔盖·基洛夫。
2016年5月，乌克兰政府据去共化法律拟定将该市改为“赫雷斯蒂夫卡”。但由于乌克兰当局目前仍未实际管辖该市，此次更名并未得到实际的执行。

## 历史
2014年4月中旬，该市在顿巴斯战争期间被頓巴斯親俄武裝占领。